# 南部アメリカ英語

阻害音前での単母音 //aɪ// の //aː// 化で定義した場合の南部アメリカ英語の領域

南部アメリカ英語（なんぶアメリカえいご、英: Southern American English）は、アメリカ合衆国南部地方の、南北はヴァージニア州・ウェストヴァージニア州・ケンタッキー州からメキシコ湾岸まで、東西は大西洋岸からテキサス州の大部分にかけての地方で話される英語の方言。アメリカ合衆国の中で最大の方言グループをなしている。地域ごとに方言が異なるため、南部アメリカ英語はより細分化することができる（アメリカ英語を参照）。南部地方は歴史的にアフリカ系アメリカ人とのつながりが強いため、黒人英語と類似する点を持つ。
南部アメリカ英語方言はニューヨーク・ニュージャージー方言など他のアメリカ英語方言と同様に偏見を持たれることがしばしばある。そのため南部アメリカ英語話者は「ニュートラルに聞こえる英語」（標準アメリカ英語）を好み、南部方言に標準アメリカ英語を混淆させたり自分たちの言葉から南部独特の特徴をなくそうとしたりする。しかしこうしたことは語彙よりもむしろ音声体系において南部アメリカ英語に変化を引き起こしている。

## 概説
南部アメリカ方言の範囲はアメリカ連合国（南北戦争中に合衆国と対立して分離した地域）の領域と南部諸州に隣接する地域を含む。
南部アメリカ方言は概ね17世紀と18世紀にブリテン諸島からやってきた移民に始まる。南部には主にイングランド南西部からの移民が住み着いた（イングランド南西部の方言は南部アメリカ方言に類似する）。その中には多くの数のアルスターやスコットランドからのプロテスタント教徒も含んでいた。
いくつかの形態の南部アメリカ方言は主にアラバマ州、ジョージア州、フロリダ州の一部、テネシー州、メリーランド州の一部、ミシシッピ州、ルイジアナ州、アーカンソー州、テキサス州、オクラホマ州、ヴァージニア州の大部分、ノースカロライナ州、サウスカロライナ州、ケンタッキー州、ウェストヴァージニア州、ミズーリ州の南東端と中南部（オザーク高原）で見受けられる。
南部以外でも、カンザス州やニューメキシコ州、コロラド州、アリゾナ州、モンタナ州、カリフォルニアのサンワーキンヴァレーのように、歴史的な南部人の移住から、南部方言といってふさわしい、あるいは南部の影響を濃厚に受けた方言が広く使われる土地もある。また、オハイオ州の南部地方の大部分やインディアナ州、イリノイ州（南部人や南部アパラチア人が住み着いた地域）の言語様式も南部アメリカ英語の影響が内陸北部アメリカ英語のそれよりも顕著である。
南部アメリカ方言はアラスカ州の石油産業に関連した地域でも一般的である。これは、20世紀後半にアラスカで石油産業とパイプラインの開発が集中し、高賃金と一攫千金を求めてメキシコ湾岸やオクラホマの石油労働者が大量に移り、長期間滞在したためである。

### 音韻体系
全体として、南部アメリカ英語の発音を一つにまとめることはほとんど不可能であり、地域間・世代間で大きな差異がある（詳しくは後述の南部アメリカ英語の方言差異を参照）。世界恐慌やダストボウル、第二次世界大戦といった社会変動で合衆国中を人々が大移動したことも差異の要因となっている。

#### 旧来の形
ここで述べる特徴は旧来の南部アメリカ英語の特色であり、若い世代の会話ではこのような特徴が表れることは少ない。
- オーストラリア英語やイギリス英語のように、ディープサウス沿岸の英語は歴史的にnon-rhoticである：子音や語が接続する前の最後の /r/ 音は欠落する。そのためguard（ガード、守る）はGod（ゴッド、神）に似た音となり（ただし前の音が後ろの音よりも長い母音である場合）、sore（ソーァ、痛い）はsaw（ソー、見た）のような音になる。二つの母音の間に /r/ 音が挿入される（例："lawr and order"）というIntrusive /r/は南部アメリカ英語沿岸の特徴ではない。これはその他の多くのnon-rhoticアクセントと同じである。今日ではニューオーリンズやアラバマ州モービル、ジョージア州サバンナ、ヴァージニア州ノーフォークのような地域にしかnon-rhoticの話者はいない（Labov、Ash、Bomberg 2006: 47-48）。Non-rhoticityはほとんどの南部アクセント地域で急速に消滅していて、東海岸のニューヨークやボストン訛りのようなその他の伝統的なnon-rhotic方言よりも消滅の程度が激しい。non-rhoticを使い続ける南部アメリカ英語話者も、ニューイングランドやニューヨークのようにintrusive rを使うようになっている。

/ɹ/ → 0 | before /+con/
/ɹ/ → 0 | before #
- caught（コート、捕まえた）とcot（カート、簡易ベッド）またはtalk（トーク、話す）とtock（ターク、けつ）のような語の区別が大部分は保たれている。ディープサウスの多くで、talkとcaughtのような語の母音は二重母音(タウク、カウト)に展開してきた。これはアメリカ北部でloud（ラウド、うるさい）を二重母音で発音するのと同じようなものである。
- horse（ホース、馬）とhoarse（ホース、しわがれ声の）、for（フォー、ために）とfour（フォー、四）などのような/ɔr/と/or/の区別が保たれている。
- wine（ワイン、葡萄酒）とwhine（ホイン、哀れっぽく泣く）の混同は起こらず、それぞれ/w/と/hw/で発音される。
- yod-droppingの欠如。例えればdo（ドゥー、する）/due（ドュー、当然与えられるべき）やloot（ルートゥ、戦利品）/lute（ルュートゥ、リュート）のような語のペアの発音の違いは明瞭である。歴史的に、dueやluteやnewのような語は/juː/を含んできた（容認発音と同様）。しかしLabovとAshとBoberg （2006: 53-54）は、今日では南部話者しか二重母音/ru/を使ってそれらの語を区別しないと報告している。彼らはさらに、これらの区別をする話者は、ノースカロライナ州やサウスカロライナ州北西部、ミシシッピ州ジャクソン、フロリダ州タラハシーで最初に見つかったのだとも報告している。
- marry（マリー、結婚する）とmerry（メリー、陽気な）とMary（メアリー、人名）の中にある/ær/と/ɛr/と/er/の区別が年配世代ではまず保たれている。若い世代ではほとんど区別されない。r音はほぼ母音になるが、AAVEのような長母音の後ではまず省略される。

#### 近来の形
ここで述べる現象は、近来の南部アメリカ英語で比較的広く普及しているものである。ただし普及の程度は地方間や田舎・都市間で異なることがあるほか、年配の話者ではこのような特徴が表れることは少ない。
- 鼻にかかった子音の前で[ɛ]と[ɪ]の混同が起こる。そのためpen（ペン）とpin（ピン）は同じ発音になる。ただしpin-pen混同はニューオーリンズとサバンナ、あるいはマイアミ（この都市は南部方言地域ではない）では見受けられない。この音変化はここ10年で南部を超えて広まっており、現在では中西部地方や西部地方でもすっかり浸透している。
- /l/の前の緩んだ母音と緊張した母音はしばしば混合が起こり、feel（フィール、感じる）/fill（フィル、満ちる）やfail（フェイル、失敗する）/fell（フェル、落ちた）のような語のペアを南部のいくらかの地域では異形同音異義語ととる話者がいる。こうした話者はこれらの語のペアを標準の発音と逆にして識別することがある。例：南部アメリカ英語でのfeelはfillのように聞こえ、逆もまた同様である。（Labov, Ash, and Boberg 2006: 69-73）

#### 共通する特徴
ここで述べる特徴は南部アメリカ英語新旧共通のものである。
- /n/の前の/z/は[d]になる。例えば、wasn't（ワズント）は[wʌdn̩t]に、business（ビジネス）は[bɪdnɪs]になる。hasn't（ハズント）は時々[hæzənt]のまま発音するが、これはhadn't（ハドント）という[hædənt]と発音する語がすでに存在するからである。

/z/ → [d] | before /n/
- 多くの名詞で最初の音節が強勢アクセントになり、2音節目は強勢以外のアクセントになる。例えば、police（ポリス、警察）、cement（セメント）、Detroit（デトロイト、地名）、Thanksgiving（スァンクスギヴィング、感謝）、insurance（インシュアランス、保険）、behind（ビハインド、後ろに）、display（ディスプレイ）、recycle（リサイクル）、TV（ティーヴィー）など。
- 南部の引き延ばし(Southern Drawl)、二重母音化、pat（パット、なでる）やpet（ペット）やpit（ピット、穴）といった伝統的な短母音の三重母音化：これらの要因から、語の発音が半母音[j]に発展する。この場合あいまい母音になることもある。

/æ/ → [æjə]
/ɛ/ → [ɛjə]
/ɪ/ → [ɪjə]
- 南部母音推移（Southern (Vowel) Shift）。Lobovによって説明された母音の連鎖変化。
  - これまでに述べてきた引き延ばしの結果として、[ɪ]が高前舌母音に、[ɛ]が中位前舌母音になる。これに並行して、[i]や[e]の音調核が緩く、また小さい前舌音となる。
  - boonのなかの/u/とcodeのなかの/o/の後舌母音が大きく前に移動する。
  - 非円唇後舌広母音の/ɑr/ cardは/ɔ/ boardの方に上部に移動し、後者は順繰りにboonにおける元の位置の方に上部に移動する。この特有の移動はcot-caught mergerを示す話者にはたいてい起こらない。
  - 二重母音/aɪ/が[aː]に単母音化する。語末と有声子音の前でこの特徴を示す話者もいるが、無声子音の前ではCanadian-style raisingになる。結果、rideは[raːd]に、wideは[waːd]になるが、rightは[rəɪt]に、whiteは[wəɪt]になる。そのほか、/aɪ/をあらゆる文脈で単母音化する人もいる。多くの地域で、この[aː]は([æː]の方に)前部になる傾向があり、そのためrod (SAE [raːd]、通常目立った円唇を伴わないで発音される)とride(SAE [ræːd])のような単語間で混同されることはない。

/aɪ/ → [aː]
- furryとhurryにおける/ɝ/と/ʌr/の区別は保存されている。
- 南部には[ɔr]と[ɑr]の融合がある地域もあり、cordとcard、forとfar、formとfarmなどが同音異義語になる。
- mirrorとnearer、Siriusとseriousなどにおける/ɪr/と/iːr/の区別は保存されていない。
- 語末の/i/が/ɛ/に置き換えられ、furryが/fɝrɛ/ ("furreh")のように発音される。
- pourとpoor、moorとmoreにおける/ʊr/と/ɔr/の区別は保存されていない。
- 時にwalkとtalkの単語のなかのlが発音されることもあり、南部の人がtalkとwalkを/wɑlk/や/tɑlk/と発音することになる。http://www.utexas.edu/courses/linguistics/resources/socioling/talkmap/talk-nc.html で発音のサンプルを確認できる。

### 語の使用
- 語の使用傾向（ハーバードの方言調査より）[2]:
  - ディープサウスでコカコーラが優勢である影響であろう、たいていの炭酸飲料は、コーラとは関係のないものでもcokeまたはcocolaと呼ばれる。Sodaは時々しか使われない[3]。
  - 食料雑貨店のカート（The push-cart）のことをbuggyと呼ぶ（一部ではjitneyやtrolleyとも）[4]。
- トンボやガガトンボについて"mosquito hawk"や"snake doctor"という言い回しを使用。（Diptera Tipulidae）[5]
- "over there"（あそこに、あちらでは）や"in or at that indicated place"の代わりに"over yonder"を使用。特に"the house over yonder"のような特異な場所のことを言う時に使われる。加えて、"yonder"が"here"と"there"を超える三番目に大きい距離を表す度合として使われる傾向がある。これは、長く遠い道のり、大したことのない範囲、教会賛美歌中の"When the Roll Is Called Up Yonder"のような開かれた広い空間といったものを指す。（"yonder"という言い方はイギリス英語では依然広く使われている）[6]
- "goose bumps"に代わり"chill bumps"という単語を使用[7]。

## 方言
ある意味、「南部」という一つの方言は存在しない。その代わりに、アメリカ合衆国南部を広く見渡すとたくさんの地域方言が存在する。多様な「南部」方言が存在するけれども、より隔たりが大きいアメリカ英語とイギリス英語でもそうであるように、南部の諸方言は全て相互理解が可能である。